# Kulířov
Kulířov település Csehországban, a Blanskói járásban. Kulířov Rozstání, Březina, Krásensko és Lipovec településekkel határos. Lakosainak száma 161 fő (2024. január 1.).

## Népesség
A település lakosságának változását az alábbi diagram mutatja:
| Lakosok száma | 546  | 676  | 684  | 454  | 325  | 185  | 170  | 168  | 160  | 161  |
|               | 1869 | 1900 | 1921 | 1961 | 1980 | 2011 | 2016 | 2019 | 2021 | 2024 |